# Todd McCaffrey

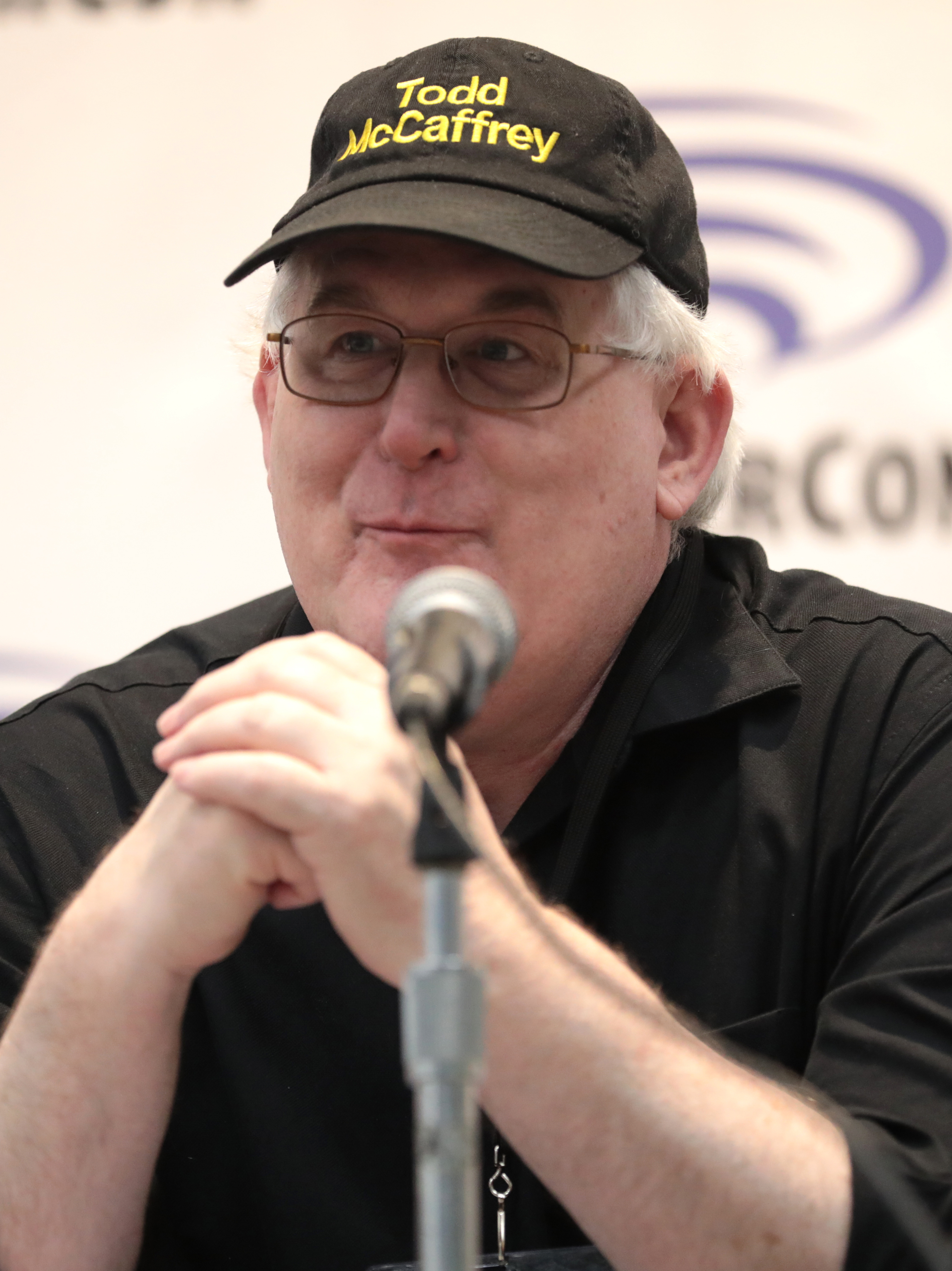
Todd McCaffrey, 2023

Todd McCaffrey (* 27. April 1956 in Montclair, New Jersey als Todd Johnson) ist ein US-amerikanischer Science-Fiction-Schriftsteller.

## Leben
Todd McCaffrey ist der jüngste Sohn der Science-Fiction-Schriftstellerin Anne McCaffrey. Er hat einen Bruder, Alec Anthony (* 1952), und eine Schwester, Georgeanne (* 1959). Die Ehe seiner Eltern wurde 1970 geschieden.
Er ging an der amerikanischen Ostküste sowie ab 1970 in Dublin, Irland zur Schule. Er besuchte für ein Jahr die Lehigh University in Bethlehem, Pennsylvania und studierte dort Ingenieurwesen. Von 1978 bis 1982 war er in der US-Armee als Kundschafter, wo er mehrere Auszeichnungen erhielt. 1985 schloss er sein Studium des Maschinenbaus am Trinity College in Dublin ebenfalls mit Auszeichnung ab. 1986 nahm er eine Tätigkeit als Computer-Programmierer in Kalifornien auf. 1988 erwarb er eine Pilotenlizenz zum Führen von Privatflugzeugen.
1988 bekam er auch das erste Mal Geld für eine von ihm geschriebene Geschichte, seit 1990 ist er ausschließlich als Schriftsteller tätig.

## Werke als Todd McCaffrey
- Dragonholder: The Life and Dreams (so Far) of Anne McCaffrey. Del Rey, 1999

### Die Drachenreiter von Pern und/oder die Chroniken von Pern
- Drachenwege (Dragon's Kin). 2004 (mit seiner Mutter Anne McCaffrey)
- Drachenblut (Dragon's Blood). 2006
- Dragon's Fire. 2006 (mit seiner Mutter Anne McCaffrey)
- Dragon Harper. 2007 (mit seiner Mutter Anne McCaffrey)
- Dragonheart. 2008
- Dragongirl. 2010
- Dragon's Time. 2011 (mit seiner Mutter Anne McCaffrey)

## Werke als Todd Johnson

### Romane
- Slammers Down!, A Combat Command Book. Ace, 1988
- I got them Ol’ Reptilon Blues Again Mommasaur. Dinosaucers, DIC, 1988

### Kurzgeschichten
- The Archimedes Effect, The War Years #1: The Far Stars War ed. Bill Fawcett, Penguin / Roc, 1990
- Dasher, The War Years #3: The Jupiter War ed. Bill Fawcett, Penguin / Roc, 1991
- Threadfighting Tactics on Pern, The Dragonlover’s Guide to Pern mit Jody Lynn Nye und Anne McCaffrey, Del Rey, 1992
- Ploughshare, Bolos: Honor of the Regiment ed. Bill Fawcett, Baen, 1993
- Legacy, Bolos 2: The Unconquerable ed. Bill Fawcett, Baen, 1994
- Force of Nature, Bolos: Last Stand ed. Bill Fawcett, Baen, 1997